# Tournefortia ramosissima
Tournefortia ramosissima är en strävbladig växtart som beskrevs av Johann Wilhelm Krause. Tournefortia ramosissima ingår i släktet Tournefortia och familjen strävbladiga växter. Inga underarter finns listade i Catalogue of Life.